# Cornish (Utah)
Cornish – miasto w Stanach Zjednoczonych, w stanie Utah, w hrabstwie Cache.